# Geografia Reunionu

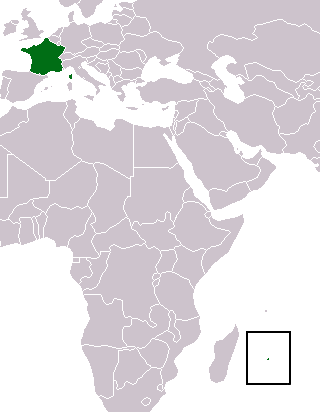
Położenie wyspy

Reunion jest departamentem zamorskim Francji, leżącym w archipelagu Maskarenów, na wyspie Reunion na Oceanie Indyjskim, około 800 km na wschód od Madagaskaru. Reunion jest wyspą pochodzenia wulkanicznego i cechuje się  wybitnie górzystą formą krajobrazu, gdzie panuje wilgotny i ciepły klimat.

## Powierzchnia i położenie
Powierzchnia – 2 511 km²
Położenie – 21°05'S i 55°30'E
Linia brzegowa – 201 km

## Ukształtowanie poziome i pionowe
Linia brzegowa wyspy jest słabo rozwinięta, urozmaicają ją niewielkie, łagodne zatoki i przybrzeżne skały. Wybrzeże jest w większości skaliste, w wielu miejscach wysokie. Wschodnie wybrzeże w rejonie wulkanu Piton de la Fournaise jest kształtowane przez działalność wulkaniczną.
Na zachodnim wybrzeżu między Saint-Pierre i Saint-Gilles znajdują się rafy koralowe i łatwo dostępne plaże.

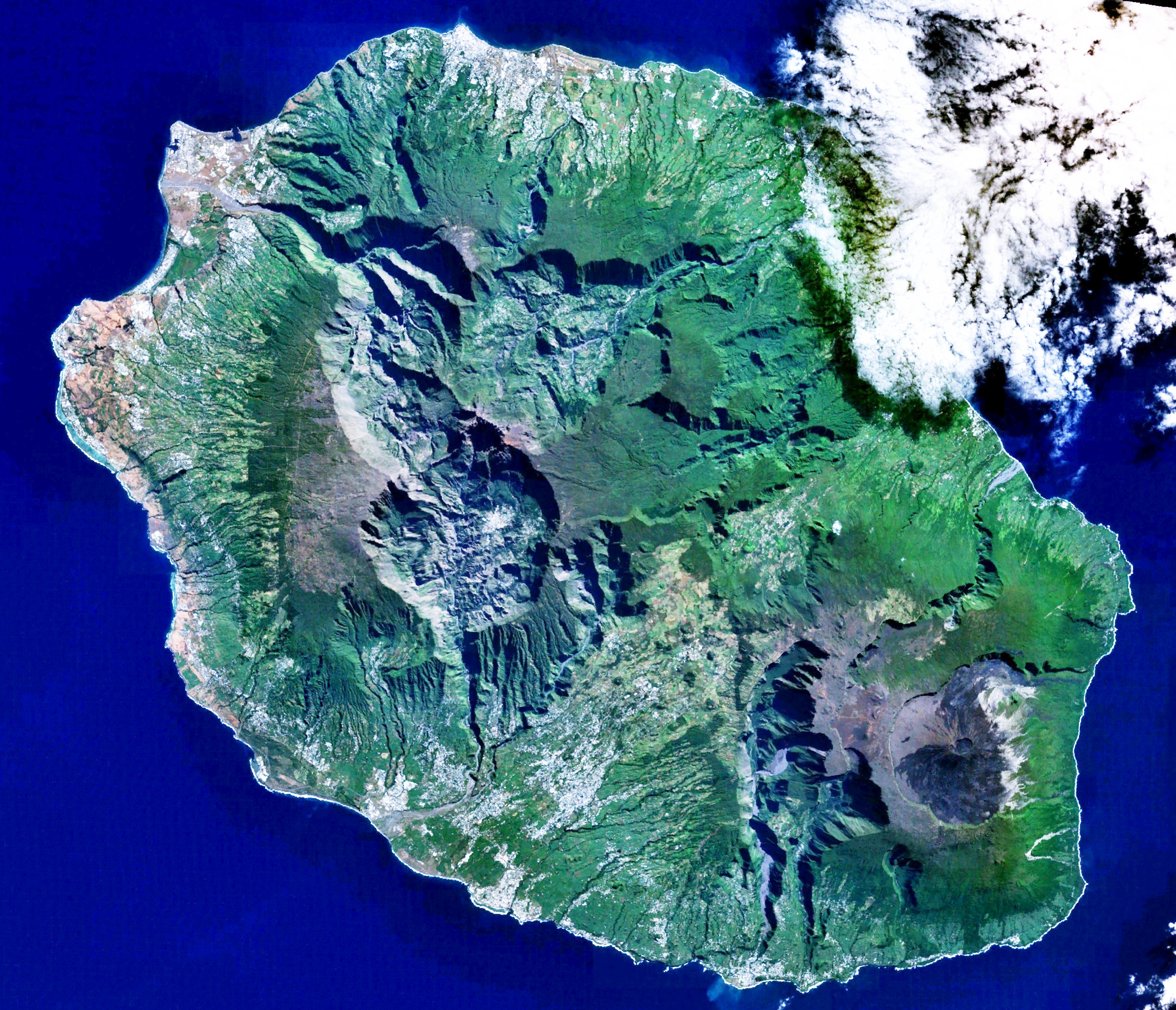
Mapa satelitarna wyspy

Reunion jest wyspą pochodzenia wulkanicznego, zbudowaną ze skał wulkanicznych i wylewnych. Na wyspie znajdują się dwa masywy wulkaniczne zwieńczone wulkanami. Są nimi: wulkan Piton des Neiges o wysokości 3069 m n.p.m., który jest wulkanem wygasłym, leżącym w zachodniej części wyspy i wulkan Piton de la Fournaise o wysokości 2631 m n.p.m. Piton de la Fournaise jest wulkanem bardzo aktywnym, gdzie ostatnia erupcja miała miejsce w grudniu 2020 roku. Oba masywy wulkaniczne są połączone płaskowyżem Plaine-des-Cafres, którego wysokości nad poziom morza sięgają 1600 m. Wyspa jest wybitnie górzysta, gdzie tereny nizinne ograniczają się do wybrzeża.
Masyw wygasłego wulkanu Piton des Neiges zajmuje około 60% powierzchni wyspy i znajdują się w nim trzy kaldery, których dno leży na wysokości od 500 do 1000 m n.p.m. Mniejszy masyw Piton de la Fournaise cechuje się stromymi zboczami i występowaniem głębokich dolin. W części centralnej znajdują się duże cyrki naturalne, będące zerodowanymi kalderami: Mafate, Cilaos i Salazie. Reunion cechuje się niewielką liczbą obszarów równinnych.
Szczyty, kotły i stoki wyspy Reunion figurują na liście światowego dziedzictwa UNESCO.

## Klimat

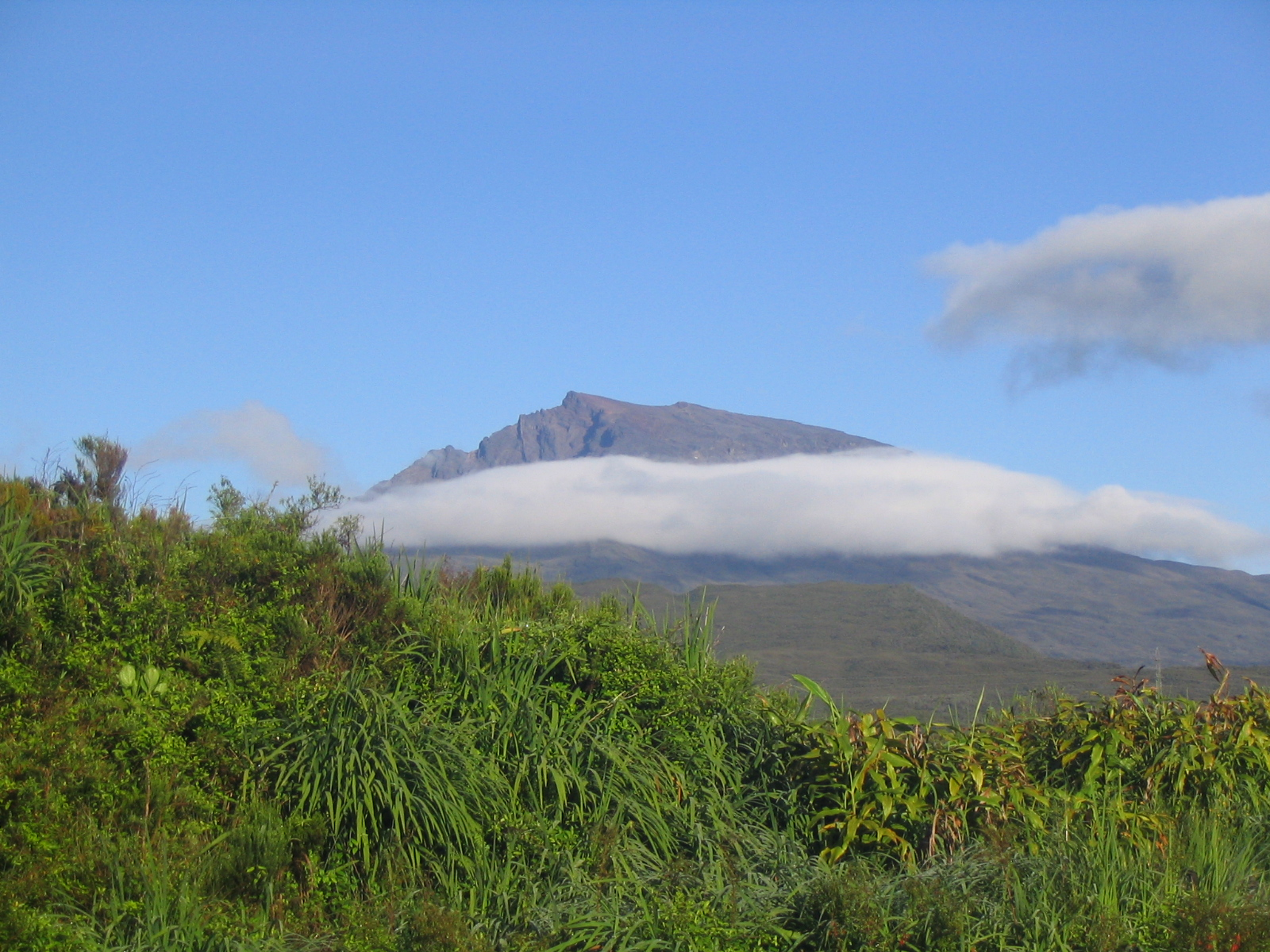
Wulkan Piton des Neiges

Reunion leży w strefie klimatu zwrotnikowego wilgotnego, na który wpływ mają pasaty, które przynoszą ochłodzenie i wysokie opady deszczu. Cechą klimatu wyspy jest występowanie cyklonów tropikalnych.
Temperatury są wysokie, gdzie średnia roczna wynosi 25 °C. Temperatury wahają się od 22 °C do 28 °C. Na wyspie nie notuje się wartości ekstremalnych. Występują wysokie różnice regionalne związane z rzeźbą terenu. Najwyższe wartości notuje się na wybrzeżu, z wyjątkiem terenów leżących w części północnej i południowo-wschodniej. Najniższe temperatury poniżej 20 °C występują wysoko w górach.
Opady deszczu są zróżnicowane w skali regionalnej, co także wiąże się z rzeźbą terenu. Największe opady występują po stronie dowietrznej czyli wybrzeże wschodnie, średnie wartości wynoszą od 4000 mm do 6000 mm. Najmniejsze opady występują na zachodnim wybrzeżu i nie przekraczają 1000 mm. Pora sucha trwa na ogół cztery miesiące, od maja do sierpnia (zima).

## Wody
Na wyspie występuje gęsta sieć małych rzek o górskim charakterze, gdzie większość z nich to rzeki okresowe. Cieki wodne cechują się dużą zmiennością wodostanu. Na wyspie liczne są wodospady.

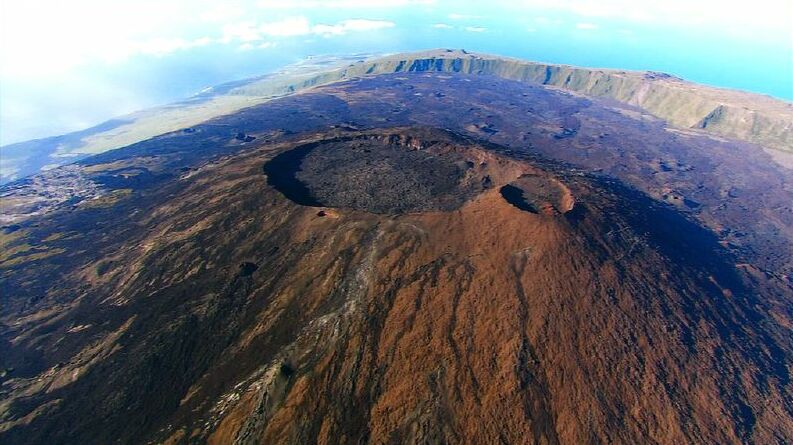
Wulkan Piton de la Fournaise

## Gleby
Reunion cechuje się występowaniem bardzo żyznych pokryw glebowych, co wiąże się z wulkaniczną budową wyspy i aktywnością Piton de la Fournaise. Tereny pokrywają słabo wykształcone gleby o dobrze zaznaczonym poziomie próchnicznym, jak regosole eutroficzne. Występują także gleby wykształcone na materiale wulkanicznym (andosole), próchniczne gleby ferralitowe i bielicowe.

## Flora i fauna
Szata roślinna na znacznej powierzchni wyspy uległa przeobrażeniu, mimo to lasy wciąż zajmują 1/3 powierzchni wyspy. Główną formację leśną stanowią lasy tropikalne, które porastają tereny górskie o największych opadach. Obszary o małych opadach pokrywają suche sawanny. Większość terenów, które porastały okołorównikowe lasy tropikalne, zarówno wiecznie zielone jak i te z gatunkami zrzucającymi liście w porze suchej; zostały zastąpione przez tereny rolnicze. Występuje piętrowość roślinna.
Świat zwierzęcy jest ubogi, liczne ptactwo wędrowne i wiele gatunków owadów. Brak dużych ssaków. Fauna należy do madagaskarskiej krainy etiopskiej. W Reunionie znajdują się lęgowiska żółwi morskich.